# الألعاب الأولمبية الشتوية للصم 2015
دورة الألعاب الأولمبية الشتوية للصم 2015 (بالروسية:Зимние
Сурдлимпийские игры 2015 года)، والمعروفة رسميًا باسم دورة الألعاب الأولمبية الشتوية الثامنة عشر للصم(بالروسية:18-е зимние сурдлимпийские игры)، هو حدث رياضي متعدد دولي أقيم في خانتي مانسييسك ومغنيتاغورسك، روسيا من 28 مارس إلى 5 أبريل 2015.
كان من المقرر في الأصل أن تقام دورة الألعاب الأولمبية الشتوية الثامنة عشرة للصم في الفترة من 8 إلى 20 أبريل 2014 في سوتشي، ولكن تقرر استضافتها في عام 2015 بسبب جدول دورة الألعاب الأولمبية الشتوية 2014.

## الأماكن
| الرياضة                                                           | المكان                                            | الموقع         |
| ----------------------------------------------------------------- | ------------------------------------------------- | -------------- |
| التزلج على جبال الألب (جميع أنواع التزلج باستثناء التزلج المتعرج) | مركز التزلج على جبال الألب "ميتالورج-مغنيتاغورسك" | مغنيتاغورسك    |
| التزلج الريفي على الثلج                                           | Wمركز الرياضات الشتوية. الكسندر فيليبينكو         | خانتي-مانسييسك |
| الكرلنغ                                                           | قصر الجليد                                        | خانتي-مانسييسك |
| هوكي الجليد                                                       | ساحة يوجرا                                        | خانتي-مانسييسك |
| التزلج على جبال الألب (التعرج)، التزلج على الجليد                 | مجمع التزلج الألبي "خفويني أورمان"                | خانتي-مانسييسك |

## الشعار
شعار الألعاب عبارة عن صورة مجردة لطائر أسود يرمز إلى ثراء ثقافة الخانتي، والذي يشبه يد الرجل، الجهاز الرئيسي للتواصل بين الرياضيين الصم وضعاف السمع. والطائر يتكون من 4 ألوان هي الأحمر والبرتقالي اللذان يرمزان إلى الحركة والطاقة، والأزرق والبنفسجي اللذان يرمزان إلى الثبات والقدرة على التحمل. ترمز الزخرفة العرقية لخانتي "آذان الأرنب" التي تستخدم في الأدوات المنزلية وملابس الخانتي والمنسي في منتصف الشعار إلى الحركة.
بشكل عام، يمثل الشعار المدينة المضيفة، خانتي مانسييسك، باعتبارها ملتقى نهرين عظيمين -أوب وإيرتيش.

## التميمة
تميمة الألعاب هي الماموث الصغير، وهو رمز لشمال روسيا يمثل جمال وقوة سيبيريا ويوصف بأنه يتمتع بعيون لطيفة صافية مثل الأنهار والبحيرات في أوجرا ومفتوحة مثل الروح الروسية. تم اختيار اسم التميمة "سبارتاك" من عملية تصويت عبر الإنترنت.

## الدول المشاركة
- أرمينيا
- النمسا
- كندا
- الصين
- كرواتيا
- جمهورية التشيك
- إستونيا
- فنلندا
- فرنسا
- ألمانيا
- المجر
- إيطاليا
- اليابان
- كازاخستان
- كوريا الجنوبية
- منغوليا
- النرويج
- باكستان
- بولندا
- روسيا
- سلوفينيا
- سلوفاكيا
- إسبانيا
- سويسرا
- تركيا
- أوكرانيا
- الولايات المتحدة

## جدول
|  | حفل الافتتاح | ● | مسابقات الحدث | 1 | أحداث الميدالية الذهبية |  | حفل الختام |

| مارس/أبريل               | 28 السبت | 29 الأحد | 30 الأثنين | 31 الثلاثاء | 1 الأربعاء | 2 الخميس | 3 الجمعة | 4 السبت | 5 الأحد | الأحداث |
| ------------------------ | -------- | -------- | ---------- | ----------- | ---------- | -------- | -------- | ------- | ------- | ------- |
| مراسم                    |          |          |            |             |            |          |          |         |         | —       |
| التزلج على جبال الألب    |          |          |            |             | 2          |          | 4        | 2       | 2       | 10      |
| التزلج الريفي على الثلج  |          | 2        | 1          |             | 2          | 1        |          | 2       |         | 8       |
| الكرلنغ                  |          | ●        | ●          | ●           | ●          | ●        | ●        | ●       | 2       | 2       |
| هوكي الجليد              |          | ●        | ●          |             | ●          | ●        |          | ●       | 1       | 1       |
| التزلج على الجليد        |          | 2        | 2          |             | 2          |          | 2        |         | 2       | 10      |
| أحداث الميداليات اليومية |          | 4        | 3          | 0           | 6          | 1        | 6        | 4       | 7       | 31      |
| المجموع التراكمي         |          | 4        | 7          | 7           | 13         | 14       | 20       | 24      | 31      | 31      |
| مارس/أبريل               | 28 السبت | 29 الأحد | 30 الأثنين | 31 الثلاثاء | 1 الأربعاء | 2 الخميس | 3 الجمعة | 4 السبت | 5 الأحد | الأحداث |

## جدول ميداليات
*   البلد المضيف ( RUS)
| المرتبة | فريق    | ذهبية | فضية | برونزية | المجموع |
| ------- | ------- | ----- | ---- | ------- | ------- |
| 1       | RUS*    | 12    | 6    | 12      | 30      |
| 2       | CZE     | 6     | 1    | 0       | 7       |
| 3       | USA     | 3     | 3    | 2       | 8       |
| 4       | ITA     | 3     | 2    | 0       | 5       |
| 5       | JPN     | 3     | 1    | 1       | 5       |
| 6       | SUI     | 1     | 3    | 0       | 4       |
| 7       | FRA     | 1     | 1    | 3       | 5       |
| 8       | CHN     | 1     | 1    | 2       | 4       |
| 9       | FIN     | 1     | 1    | 0       | 2       |
| 10      | UKR     | 0     | 5    | 3       | 8       |
| 11      | AUT     | 0     | 4    | 5       | 9       |
| 12      | CAN     | 0     | 2    | 1       | 3       |
| 13      | NOR     | 0     | 1    | 0       | 1       |
| 14      | GER     | 0     | 0    | 1       | 1       |
| 14      | SLO     | 0     | 0    | 1       | 1       |
| المجموع | المجموع | 31    | 31   | 31      | 93      |

## النتائج

### التزلج على جبال الألب
| الألعاب                        | الذهبية                          | الفضية                              | البرونزية                  |
| ------------------------------ | -------------------------------- | ----------------------------------- | -------------------------- |
| داونهيل للرجال                 | فيليب شتاينر · سويسرا            | جياكومو بيربون · إيطاليا            | فيليب ايزنمان · ألمانيا    |
| داونهيل للسيدات                | تيريزا كموشوفا · جمهورية التشيك  | فيرونيكا جريجاروفا · جمهورية التشيك | أنجا دريف · سلوفينيا       |
| سباق السوبر المشترك للرجال     | جياكومو بيربون · إيطاليا         | فيليب شتاينر · سويسرا               | توماس لوكساي · فرنسا       |
| سباق السوبر المشترك للسيدات    | تيريزا كموتشوفا · جمهورية التشيك | ميليسا كوك · النمسا                 | بياتريس برونباور · النمسا  |
| سوبر جي للرجال                 | جياكومو بيربون · إيطاليا         | فيليب شتاينر · سويسرا               | نيكولاس ساريميجان · فرنسا  |
| سوبر جي للسيدات                | تيريزا كموتشوفا · جمهورية التشيك | ميليسا كوك · النمسا                 | بياتريس برونباور · النمسا  |
| التزلج المتعرج العملاق للرجال  | نيكولاس ساريميجان · فرنسا        | جياكومو بيربون · إيطاليا            | كريستوف ليبيلهوبر · النمسا |
| التزلج المتعرج العملاق للسيدات | تيريزا كموتشوفا · جمهورية التشيك | ميليسا كوك · النمسا                 | بياتريس برونباور · النمسا  |
| التزلج المتعرج للرجال          | جياكومو بيربون · إيطاليا         | توماس لوكساي · فرنسا                | ديفيد بيليتير · فرنسا      |
| التزلج المتعرج للسيدات         | تيريزا كموتشوفا · جمهورية التشيك | ميليسا كوك · النمسا                 | كريستينا كوك · النمسا      |

### التزلج الريفي على الثلج
| الألعاب                                  | الذهبية                                                        | الفضية                                                                   | البرونزية                                               |
| ---------------------------------------- | -------------------------------------------------------------- | ------------------------------------------------------------------------ | ------------------------------------------------------- |
| سباق التزلج على الجليد للرجال + 10 كم    | فلاديمير مايوروف · روسيا                                       | أندريه أندرييشين · أوكرانيا                                              | بافلو ماندزيوك · أوكرانيا                               |
| سباق التزلج الجماعي لمسافة 10 كم للسيدات | آنا فيدولوفا · روسيا                                           | دليوبوف ميشارينا · روسيا                                                 | رايسا جولوفينا · روسيا                                  |
| سباق التزلج على الجليد + 5 كم للسيدات    | آنا فيدولوفا · روسيا                                           | ليوبوف ميشارينا · روسيا                                                  | رايسا جولوفينا · روسيا                                  |
| سباق السرعة الحرة للرجال                 | أليكسي جروشيف · روسيا                                          | بافلو ماندزيوك · أوكرانيا                                                | فولوديمير بيشنياك · أوكرانيا                            |
| سباق السرعة الحرة للسيدات                | آنا فيدولوفا · روسيا                                           | ليوبوف ميشارينا · روسيا                                                  | أليسا بشنياك · أوكرانيا                                 |
| سباق التزلج الجماعي لمسافة 15 كم للرجال  | فلاديمير مايوروف · روسيا                                       | أندريه أندرييشين · أوكرانيا                                              | سيرجي ارموف · روسيا                                     |
| سباق التتابع 3×10 كم للرجال              | روسيا (RUS) · سيرجي ارموف، · أليكسي جروشيف، · فلاديمير مايوروف | أوكرانيا (UKR) · أندريه أندرييشين، · بافلو ماندزيوك, · فولوديمير بيشنياك | الصين (CHN) · رن جيانتشاو، · وانغ ليغو، · تشانغ شياوكون |
| فريق الرجال سبرينت كلاسيك                | روسيا (RUS) · سيرجي ارموف، · فلاديمير مايوروف                  | أوكرانيا (UKR) · أندريه أندرييشين، · فولوديمير بيشنياك                   | الصين (CHN) · رن جيانتشاو، · تشانغ شياوكون              |

### الكرلنغ

#### رجال
دوري المجموعات
| مفتاح | مفتاح                       |
| ----- | --------------------------- |
|       | الفرق إلى التصفيات النهائية |
|       | الفرق إلى كسر التعادل       |

| دولة             | W | L |
| ---------------- | - | - |
| الصين            | 8 | 0 |
| كندا             | 6 | 2 |
| سويسرا           | 6 | 2 |
| روسيا            | 4 | 4 |
| اليابان          | 4 | 4 |
| أوكرانيا         | 3 | 5 |
| كوريا الجنوبية   | 2 | 6 |
| الولايات المتحدة | 2 | 6 |
| المجر            | 1 | 7 |

كسر التعادل
 روسيا 7 : 6  اليابان
المباراة الفاصلة
|  | Semifinals | Semifinals |              |   | Gold medal | Gold medal |
|  |            |            |              |   |            |            |
|  | 4 April    |            |              |   |            |            |
|  |            |            |              |   |            |            |
|  | الصين      | 5          |              |   |            |            |
|  | الصين      | 5          | 5 April      |   |            |            |
|  | روسيا      | 4          |              |   |            |            |
|  | روسيا      | 4          | الصين        | 7 |            |            |
|  | 4 April    |            | الصين        | 7 |            |            |
|  |            | كندا       | 6            |   |            |            |
|  | كندا       | كندا       | 6            | 8 |            |            |
|  | كندا       |            |              | 8 |            |            |
|  | سويسرا     | 4          |              |   |            |            |
|  | سويسرا     | 4          | Bronze medal |   |            |            |
|  |            |            |              |   |            |            |
|  | 5 April    |            |              |   |            |            |
|  |            |            |              |   |            |            |
|  | روسيا      | 11         |              |   |            |            |
|  | روسيا      | 11         |              |   |            |            |
|  | سويسرا     | 3          |              |   |            |            |

#### سيدات
دوري المجموعات
| مفتاح | مفتاح                       |
| ----- | --------------------------- |
|       | الفرق إلى التصفيات النهائية |

| دولة           | W | L |
| -------------- | - | - |
| كندا           | 6 | 1 |
| كرواتيا        | 5 | 2 |
| روسيا          | 5 | 2 |
| الصين          | 5 | 2 |
| المجر          | 4 | 3 |
| كوريا الجنوبية | 2 | 5 |
| أوكرانيا       | 1 | 6 |
| سلوفاكيا       | 0 | 7 |

المباراة الفاصلة
|  | Semifinals | Semifinals |              |   | Gold medal | Gold medal |
|  |            |            |              |   |            |            |
|  | 4 April    |            |              |   |            |            |
|  |            |            |              |   |            |            |
|  | الصين      | 9          |              |   |            |            |
|  | الصين      | 9          | 5 April      |   |            |            |
|  | كندا       | 4          |              |   |            |            |
|  | كندا       | 4          | الصين        | 5 |            |            |
|  | 4 April    |            | الصين        | 5 |            |            |
|  |            | روسيا      | 9            |   |            |            |
|  | كرواتيا    | روسيا      | 9            | 2 |            |            |
|  | كرواتيا    |            |              | 2 |            |            |
|  | روسيا      | 8          |              |   |            |            |
|  | روسيا      | 8          | Bronze medal |   |            |            |
|  |            |            |              |   |            |            |
|  | 5 April    |            |              |   |            |            |
|  |            |            |              |   |            |            |
|  | كندا       | 10         |              |   |            |            |
|  | كندا       | 10         |              |   |            |            |
|  | كرواتيا    | 5          |              |   |            |            |

#### ميداليات
| الألعاب      | الذهبية | الفضية                                                                            | البرونزية                                                                                   |
| ------------ | --- | --------------------------------------------------------------------------------- | ------------------------------------------------------------------------------------------- |
| فريق الرجال  | الصين (CHN) · جي شون هاي، · غوان جي تشيوان، · لي هايدونغ، · يانغ لي غو، · يانغ يان تشاو                         | كندا (CAN) · جوزيف كونت، · مارك كونت، · شون ديميانيك، · جون جيسنر، · ديفيد مورتون | روسيا (RUS) · أوليغ دارشيف، · دينيس دراغا، · يوري ميكيف، · الكسندر بياتكوف                  |
| فريق السيدات | روسيا (RUS) · تاتيانا كاربوشنكوفا، · إيلينا شاجيفا، · يوليا تريتياكوفا، · سفيتلانا تسديك، · أولغا ياروسلافتسينا | الصين (CHN) · لي هونغ، · وانغ مينغ مينغ، · يانغ شيويه, · يين يو، · تشاو لينغيان   | كندا (CAN) · بريندا ديفيدسون، · سالي كورول، · دونا ماكليود، · سارة رابو، · سيلفيا سيجوردسون |

### هوكي الجليد
| حدث         | الذهبية | الفضية | البرونزية |
| ----------- | --- | --- | --- |
| فريق الرجال | روسيا (RUS) · ديمتري أرسينييف · سيرغي بيرليزوف · رومان تشيرنوف · أوليغ دانيلينكو · ديمتري ديرنوف · بافل إيفتوشينكو · رستم جافورباييف · كونستانتين جامايوروفيوري · ستانيسلاف إليتشيف · يوري إسماعيلوف · فياتشيسلاف كازانتسيف · أورخان كازيموف · ستانيسلاف خاكيموف · سيرجي كيكين · أليكسي كوليكوفسكي · رومان لوكيانوف · فلاديمير ماشكوف · فاديم مازورسكي · فيتالي موخوف · أندريه برودنيكوف · ايليا شيفتسوفو · أرتور شيماروف · فياتشيسلاف سيدوروف · ديمتري يادريشنيكوف · سيرجي يوشكين | كندا (CAN) · ريان كرامتشينكو · ستيفن ديفاين · باتريك إسكالامبر · كريستوفر جارباتش · ريان هاويتش · أندرو هيوز · أوين هنتر · جون كايت · توماس كايت · كول لينج · جرايم لورسين · جوناثان لوبودزينسكي · جيسي ماكنتاير · سكوت نيلسون · تايلر بليت · ماثيو شيفيلد · ديميتريوس ثيوفيلاكتيدس | الولايات المتحدة (USA) · تروي بنسون · جوزيف بينغهام · كريستيان بوتشيك · جيمسون كرين الثالث · تايلر ديفور · ماكس فينلي · جاريت جينتولي · بيتر جينتولي · صموئيل هولزريشتر · غرانت ايزنبرجر · جوزيف لينجل · توماس أوريكتو · روبرت روف · ديريك ستروينج |

### التزلج على الجليد
| حدث                             | الذهبية                            | الفضية                             | البرونزية                    |
| ------------------------------- | ---------------------------------- | ---------------------------------- | ---------------------------- |
| التعرج المتوازي للرجال          | نوبورو هارادا · اليابان            | رومان خاميتسيفيتش · روسيا          | ايغور ايشاتنكو · روسيا       |
| نصف الأنبوب للرجال              | بلير تاكر إيسون · الولايات المتحدة | شون إيسون · الولايات المتحدة       | ياسوتومو تسوكوي · اليابان    |
| التزلج المتعرج العملاق للرجال   | نوبورو هارادا · اليابان            | أليكسي إجناتنكو · روسيا            | رومان خاميتسيفيتش · روسيا    |
| السنووبورد كروس للرجال          | توماس بازديرا · جمهورية التشيك     | بلير تاكر إيسون · الولايات المتحدة | أليكسي إجناتنكو · روسيا      |
| تزلج سلوبستيل على الجليد للرجال | بلير تاكر إيسون · الولايات المتحدة | جوناس جينزر · سويسرا               | شون إيسون · الولايات المتحدة |
| نصف الأنبوب للسيدات             | ريوكو هاناشيما · اليابان           | ماياكو أوكاوا · اليابان            | سفيتلانا أنيسيموفا · روسيا   |
| السنووبورد كروس للسيدات         | إيلا شيفلياكوفا · روسيا            | لورين ويبرت · الولايات المتحدة     | سفيتلانا أنيسيموفا · روسيا   |
| السنووبورد كروس للسيدات         | لورين ويبرت · الولايات المتحدة     | بيترين أولجيردوتير · النرويج       | سفيتلانا أنيسيموفا · روسيا   |
| التزلج المتعرج العملاق للسيدات  | ماريا كابوستيكينا · روسيا          | سيسيليا هانيكوسكي · فنلندا         | آنا سورميلينا · روسيا        |
| التعرج المتوازي للسيدات         | سيسيليا هانيكوسكي · فنلندا         | ماريا كابوستيكينا · روسيا          | آنا سورميلينا · روسيا        |